# Michel Alexandre
Michel Alexandre (Dieppe, 27 marzo 1888 – Parigi, 14 dicembre 1952) è stato un filosofo francese.
Discepolo ed ammiratore di Alain e di Jules Lagneau, Alexandre fu professore di liceo; la sua opera è nota soprattutto grazie agli appunti dei suoi studenti. Come i suoi maestri, egli non separò mai l'insegnamento dalla meditazione. Avendo profondamente segnato i suoi allievi, Alexandre fu un pensatore non sistematico, particolarmente attento ai problemi della pace e della morale. 
Il problema del rapporto tra la forza e la legge, così come quello della "padronanza della forza tramite la volontà" tennero Alexandre ancorato ad una ricerca costante: quella della pace.

## Opere principali (postume)
- Par la pensée, 1955 (“Dal pensiero”).
- En souvenir de Michel Alexandre [prefazione di Jeanne Alexandre], Parigi, Mercure de France, 1959 (“In ricordo di Michel Alexandre”).
- Lecture de Kant, testo coordinato con note a margine di Gérard Granel, Edition, P.U.F., 1978, 1961 (“Lettura di Kant”).
- Lecture de Platon, 1966 (“Lettura di Platone”).

## Citazioni
- "Il fascino della forza è immenso e quasi irresistibile"
- "Coscienza è innanzitutto presenza. Dapprima io sono al mondo; io sono nel mondo; dapprima io faccio e conosco. Il presente mi chiama"